# Zuidwest-Saksisch voetbalkampioenschap 1914/15
In 1914/15 werd het tiende voetbalkampioenschap van Zuidwest-Saksen gespeeld, dat georganiseerd werd door de Midden-Duitse voetbalbond. Er werd competitie gespeeld met FC Sturm 1904 Chemnitz, FC Hellas Chemnitz, Chemnitzer BC en FC Hohenzollern Chemnitz (nieuwe naam Reunion Chemnitz), die waarschijnlijk niet voltooid werd door de gebeurtenissen in de Eerste Wereldoorlog. Volgens kranten uit die tijd vond er een kampioenschap plaats in het voorjaar. Uitslagen zijn hiervan niet bekend, volgens de krant Leipzige Neuesten Nachrichten en de Illustrierten Sportzeitung van 29 november 1915 werd Mittweidaer FC 1899 kampioen. 